# Torre de Sant Jaume
La Torre de Sant Jaume és una obra de Pineda de Mar (Maresme) declarada bé cultural d'interès nacional.

## Descripció
Al peu de Montpalau, al costat de la masia i la capella de Sant Jaume, s'aixeca la Torre de Sant Jaume -nom que té l'ermita que li és pròxima-, notable torre rodona amb corsera malmesa de la qual només es conserven els permòdols que la sustentaven.

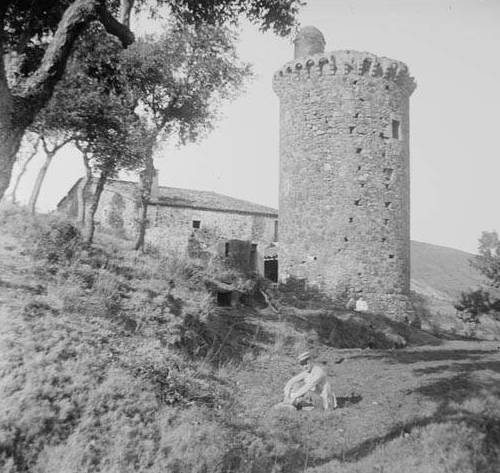
La Torre de Sant Jaume en una imatge de 1897

 Té la base atalussada i diverses obertures, algunes d'elles esptilleres. Es comunica amb la masia mitjançant un pont situat a l'alçada de la primera planta.

## Història
"Des del 1979 es torna a celebrar l'aplec de Sant Jaume, a la capella prop de la font i masia fortificada de Sant Jaume" [Gran geog.com.]. "La finca ha estat adquirida, l'any 1961, pel senyor Manuel Pertegaz que hi ha fet reformes que han infós aire de distinció al recinte". D'una torre sense identificar hi ha esment del 1032 -"in loco vocitato Pineda...ad ipsa torrezella"- i 1097-"ad ipsa Torredela de Pineda" [Els Castells...]. Evidentment, no es tracta d'aquesta construcció, que estimem del segle xvi.